# Drino pluchra
Drino pluchra là một loài ruồi trong họ Tachinidae.